# Computer Love (Kraftwerk)
Computer Love (in tedesco: "Computerliebe") è una nota canzone del gruppo tedesco di musica elettronica, i Kraftwerk, pubblicata come b-side del singolo The Model, ripubblicato nel 1981. Il brano ha raggiunto la prima posizione nella classifica britannica.

## Tracce
1. The Model – 3:38
2. Computer Love (edit) – 3:00

## Composizione
In certi aspetti, Computer Love è il brano che più rappresenta il suo album, Computerwelt. È stata composta principalmente da Karl Bartos, che ideò il motivo principale che divenne la base del brano, sviluppato poi dallo stesso Bartos insieme a Ralf Hütter, autore anche del testo.
In esso, infatti, si alternano momenti molto struggenti e trascinanti, grazie all'uso esperto dei sintetizzatori, e altri che invece si reggono sulla sezione ritmica, ad opera dei pattern.
Il testo narra della solitudine di una persona che finalmente trova la sua anima gemella attraverso un computer.
La melodia principale è stata usata dai Coldplay per il loro brano Talk.

## Classifica
- German Singles Chart - 7
- Dutch GfK chart - 41
- Irish Singles Chart - 4

## Formazione
Ralf Hutter - voce, sintetizzatori
Karl Bartos - sintetizzatori
Florian Schneider - sintetizzatori
Wolfgang Flur - percussioni elettroniche